# Andrena cinnamonea
Andrena cinnamonea är en biart som beskrevs av Warncke 1975. Andrena cinnamonea ingår i släktet sandbin, och familjen grävbin. Inga underarter finns listade i Catalogue of Life.